# Rozsdásfarkú amazília
A rozsdásfarkú amazília (Amazilia tzacatl) a madarak osztályának sarlósfecske-alakúak (Apodiformes) rendjébe és a kolibrifélék (Trochilidae) családjába tartozó faj.

## Rendszerezése
A fajt Pablo de la Llave mexikói természettudós írta le 1833-ban, a Trochilus nembe Trochilus tzacatl néven.

## Alfajai
- Amazilia tzacatl brehmi Weller & Schuchmann, 1999
- Amazilia tzacatl fuscicaudata (Fraser, 1840)
- Amazilia tzacatl handleyi Wetmore, 1963
- Amazilia tzacatl jucunda (Heine, 1863)
- Amazilia tzacatl tzacatl (De la Llave, 1833)[2]

## Előfordulása
Mexikó déli részén, Costa Rica, Honduras, Nicaragua, Panama, Salvador, Guatemala, Guyana,  Belize, Kolumbia, Ecuador és Venezuela területén honos. Kóborlásai során eljut az Amerikai Egyesült Államokba is. 
Természetes élőhelyei a szubtrópusi vagy trópusi síkvidéki és hegyi esőerdők, lombhullató erdők, mangroveerdők és cserjések, valamint ültetvények, vidéki kertek, erősen leromlott egykori erdők és városi környezet.

## Megjelenése
Átlagos testhossza 8–11 centiméter, testtömege 4,4-5,2 gramm.

## Életmódja
Nektárral és ízeltlábúakkal táplálkozik.
|  |

## Természetvédelmi helyzete
Az elterjedési területe rendkívül nagy, egyedszáma ismeretlen. A Természetvédelmi Világszövetség Vörös listáján nem veszélyeztetett fajként szerepel.